# هاواییان ایکرز (هاوایی)
هاواییان ایکرز (به انگلیسی: Hawaiian Acres) یک منطقهٔ مسکونی در ایالات متحده آمریکا است که در شهرستان هاوایی، هاوایی واقع شده‌است. هاواییان ایکرز ۵۰٫۳ کیلومتر مربع مساحت و ۲٬۷۰۰ نفر جمعیت دارد و ۳۰۹ متر بالاتر از سطح دریا واقع شده‌است.